# San Bernardino (Kalifornia)
San Bernardino – miasto w Stanach Zjednoczonych, w stanie Kalifornia, na wschód od Los Angeles, w zespole miejskim Riverside-San Bernardino. Około 215 784 mieszkańców. Aglomeracja miasta wynosi 1,9 mln mieszkańców.
Położone jest ok. 100 km na wschód od Los Angeles, znajduje się w zespole miejskim Riverside-San Bernardino.
Duży ośrodek handlowy regionu rolniczego. Dominuje przemysł spożywczy, lotniczy (zakłady naprawcze Boeing), elektroniczny, odzieżowy (filia Diverse), materiałów budowlanych, metalowy, elektrotechniczny, chemiczny oraz poligraficzny (Canon). Ważny węzeł komunikacyjny.
Miasto posiada uniwersytet założony w 1960 roku. W pobliskim mieście Fontana rozwinięte jest hutnictwo żelaza (zakłady Kaiser Steel Corporation).
W mieście zostało założone przedsiębiorstwo McDonald’s. Ponadto w mieście rozwinął się przemysł spożywczy, lotniczy, elektroniczny, odzieżowy, materiałów budowlanych, metalowy, elektrotechniczny, chemiczny oraz poligraficzny.
2 grudnia 2015 roku doszło tu do zamachu na ośrodek pomocy niepełnosprawnym, w którym zginęło 14 osób (w tym sprawcy), a ponad 20 zostało rannych.

## Urodzeni w San Bernardino
- Gene Hackman, amerykański aktor
- Michael Reaves, amerykański pisarz, scenarzysta i producent
- Bryon Russell, amerykański koszykarz

## Miasta partnerskie
- Goyang, Korea Południowa
- Herclijja, Izrael
- Ife, Nigeria
- Kigali, Rwanda
- Mexicali, Meksyk
- Roxas, Filipiny
- Tachikawa, Japonia
- Tauranga, Nowa Zelandia
- Villahermosa, Meksyk
- Yushu, Chińska Republika Ludowa
- Zawołże, Rosja